# Ikuma squamata
Ikuma squamata là một loài nhện trong họ Palpimanidae. Loài này được phát hiện ở Namibië.